# Batman začíná
Batman začíná (v anglickém originále Batman Begins) je britsko-americký akční thriller z roku 2005, který natočil režisér Christopher Nolan podle komiksů o Batmanovi. Jeho scénář byl inspirován příběhy The Man Who Falls, Batman: Dlouhý Halloween, Batman: Temné vítězství a Batman: Rok jedna. V titulní roli se představil Christian Bale. Do amerických kin byl film, jehož rozpočet činil 150 milionů dolarů, uveden 15. června 2005.
Snímek Batman začíná je rebootem filmové série o Batmanovi, která byla ukončena v roce 1997 kriticky i komerčně neúspěšným filmem Batman a Robin, a zároveň prvním dílem Nolanovy batmanovské trilogie, jež pokračuje snímkem Temný rytíř z roku 2008.

## Příběh
Jako malý chlapec viděl Bruce Wayne na vlastní oči vraždu svých miliardářských rodičů. Toto trauma v něm zanechalo stopy na celý život, neboť jediné, po čem toužil, byla pomsta. Osud však chtěl, aby se mu to nikdy nepovedlo. Rozhodl se vyhledat pomoc a radu u Ra's al Ghula – mistra Ligy stínů, nebezpečného, ale váženého kultu nindžů na Dálném východě.
Po návratu do upadajícího Gotham City, které je pod nadvládou organizovaného zločinu, se rozhodne zasévat strach do srdcí všem, kteří konají bezpráví. Vymyslí si tajnou identitu a za svůj symbol si zvolí netopýra, kterých se vždy bál a kterých se mají bát i jeho nynější nepřátelé. Tak se z něj stává Batman. V novém převleku a s pomocí Jima Gordona, místního policisty, se vydává zastavit ohavná individua, jakými jsou šílený doktor Jonathan Crane, tzv. Scarecrow, a mafiánský boss Carmine Falcone.

## Obsazení
- Christian Bale jako Bruce Wayne / Batman
- Michael Caine jako Alfred Pennyworth
- Liam Neeson jako Henri Ducard
- Katie Holmes jako Rachel Dawesová
- Gary Oldman jako seržant Jim Gordon
- Cillian Murphy jako doktor Jonathan Crane / Scarecrow
- Tom Wilkinson jako Carmine Falcone
- Rutger Hauer jako William Earle
- Ken Watanabe jako Ra's al Ghul
- Mark Boone Junior jako detektiv Arnold Flass
- Linus Roache jako Thomas Wayne
- Morgan Freeman jako Lucius Fox

## Přijetí

### Tržby
Film byl v USA uveden v 3858 kinech a během prvního promítacího víkendu utržil téměř 49 milionů dolarů. Celkové severoamerické tržby činily 206 852 432 dolarů (včetně jednorázového znovuuvedení v roce 2012) a dalších 167 366 241 dolarů utržil v ostatních státech. Dosáhl tak celosvětových tržeb 374 218 673 dolarů.
V České republice byl film uveden do kin distribuční společností Warner Bros a utržil zde celkem 221 135 dolarů.
Na DVD byl film vydán v říjnu 2005, na HD DVD roku 2006 a na BD v roce 2008. Celkem se v USA prodalo téměř 6 milionů kusů nosičů, což vyneslo dalších 67 milionu dolarů.

### Filmová kritika
Server Kinobox.cz na základě vyhodnocení 9 recenzí z českých internetových stránek ohodnotil film Batman začíná 92 %. Server Rotten Tomatoes udělil snímku 85 % na základě 266 recenzí (z toho 225 jich bylo spokojených). Od serveru Metacritic získal film, podle 41 recenzí, celkem 70 ze 100 bodů.